# Janusz Garlicki
Janusz Garlicki (ur. 23 lipca 1923 w Łodzi, zm. 11 marca 2015) – polski dziennikarz, pisarz.

## Życiorys

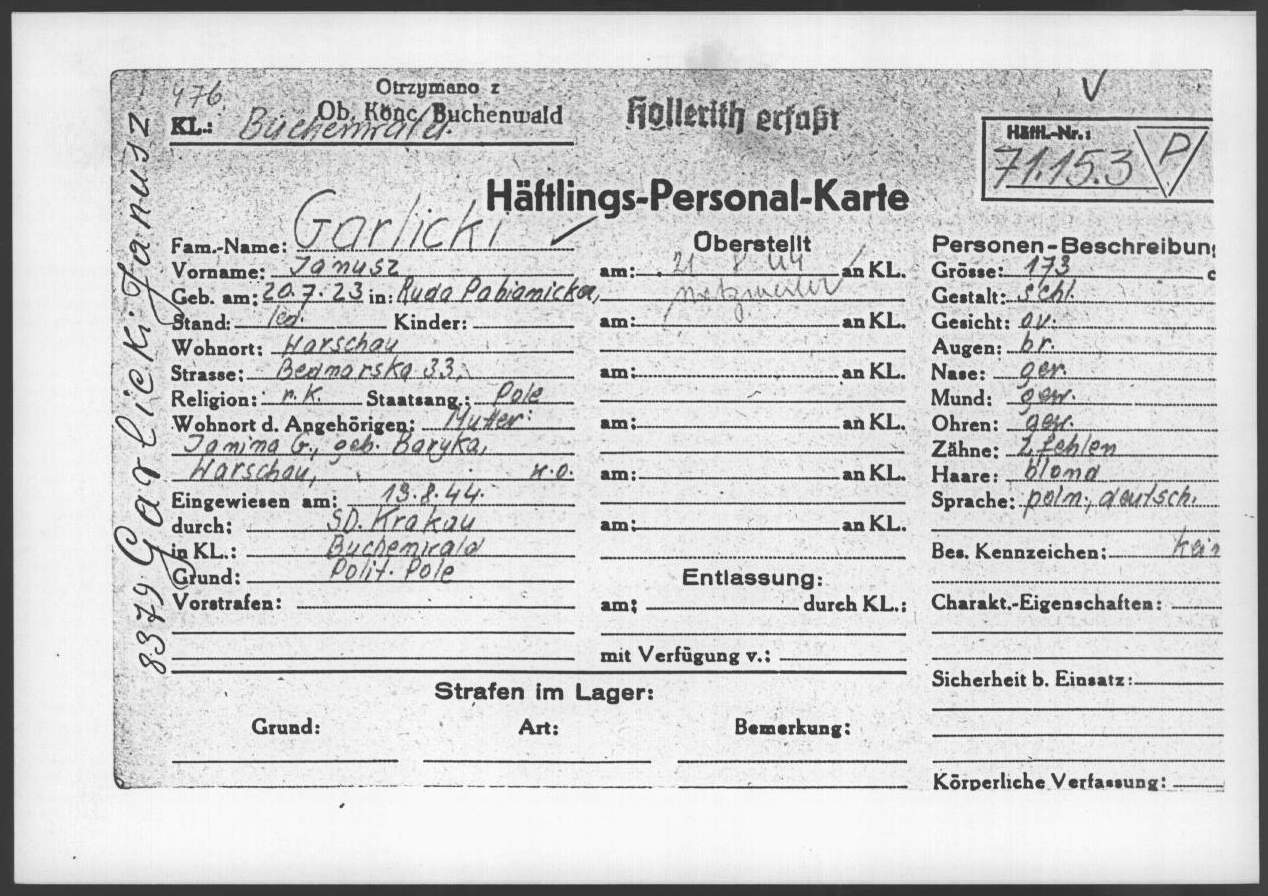
Karta rejestracyjna Janusz Garlicki jako więźnia w nazistowskim obozie koncentracyjnym w Buchenwald

Urodzony w Łodzi, tam rozpoczął naukę w szkole średniej. Czas wojny spędził pod Warszawą, przed wybuchem powstania warszawskiego pracował w rzeźni miejskiej na Pradze. Aresztowany 7 sierpnia 1944 został wywieziony do obozu koncentracyjnego w Buchenwaldzie, a stamtąd do podobozu  Katzbach we Frankfurcie nad Menem, który opuścił 24 marca 1945 w marszu śmierci udało mu się z niego uciec. Po wojnie trafił do Włoch, do II Korpusu Wojska Polskiego, z armią został ewakuowany do Anglii. W wojsku kontynuował naukę w szkole II Korpusu w Matino – Włochy i w Cawthorne – Anglia.
Po powrocie do kraju w 1947 studiował socjologię, studiów nie ukończył. Pracował jako cenzor Wojewódzkiego Urzędu Kontroli Prasy, Publikacji i Widowisk w Łodzi.
Uprawiał dziennikarstwo, pisał na łamach „Głosu Robotniczego” i „Gazety Pomorskiej”. W latach 1963–1980 był redaktorem naczelnym „Gazety Pomorskiej”. Na jej łamach w latach 1983–2003 publikował kolejno:
- Spóźniał się pan, generale – wspomnienia obozowe, próba ukazania losów ludzkich, ich zależności od wydarzeń, na które jednostka nie ma żadnego wpływu (2010)
- opowiadania zebrane później w tomiku Czarna i inne opowiadania 1997
- powieść sensacyjną Betonowa Pułapka
- opowiadanie Źrebaczek 2001
- zbiór dwunastu opowiadań w tomiku Ruda małpa i inne opowiadanka.2003

W listopadzie 2010 ukazała się najnowsza książka autora zatytułowana Spóźniał się pan, generale Patton, zawierająca jego refleksje na temat człowieczeństwa i patriotyzmu.

## Nagrody i odznaczenia
Odznaczony Krzyżem Oficerskim i Krzyżem Kawalerskim Orderu Odrodzenia Polski.